# 今井神
今井 神（いまい かみ、1980年2月8日 - ）は、日本の漫画家・イラストレーター。男性。

## 人物
本人のサイトの記述によればペンネームの由来は、高校時代に姓名判断で調べてみたところ本名があまり良くなかったため、本名と同じ訓読みの漢字を探していたところ「一番スタミナのある」のが「神」だった事により決定したものとのこと。大学で油絵を専攻。
作品は奇想天外な展開と豪快なギャグが特徴。

## 作品リスト

### 商業
- NEEDLESS（ウルトラジャンプ、連載終了、全16巻＋外伝2巻）
- 白砂村（月刊ComicREX、連載終了、全10巻）
- かたつむりちゃん（まんがタイムきらら、連載終了、全5巻）
- あんごろもあちゃんの地球侵略にっき（CGオンライン、ウェブコミック、休載中、既刊1巻）
- 召喚！剣豪学園（月刊アルカディア、連載終了、全1巻）
- ＜Infinite Dendrogram＞-インフィニット・デンドログラム-（原作：海道左近、コミックファイア、ウェブコミック、2016年12月 - 連載中、既刊14巻）
- マガイモノ（ヤングマガジン サード、連載終了、全2巻）

### 同人
- BLACK SPOT（『NEEDLESS』の外伝的作品）